# Pajaltón
Pajaltón är en ort i Mexiko.   Den ligger i kommunen Tenejapa och delstaten Chiapas, i den sydöstra delen av landet, 800 km öster om huvudstaden Mexico City. Pajaltón ligger 2 301 meter över havet och antalet invånare är 715.
Terrängen runt Pajaltón är kuperad åt sydväst, men åt nordost är den bergig. Runt Pajaltón är det ganska tätbefolkat, med 155 invånare per kvadratkilometer. Närmaste större samhälle är San Cristóbal de las Casas, 16,4 km sydväst om Pajaltón. I omgivningarna runt Pajaltón växer i huvudsak städsegrön lövskog.